# Schleier

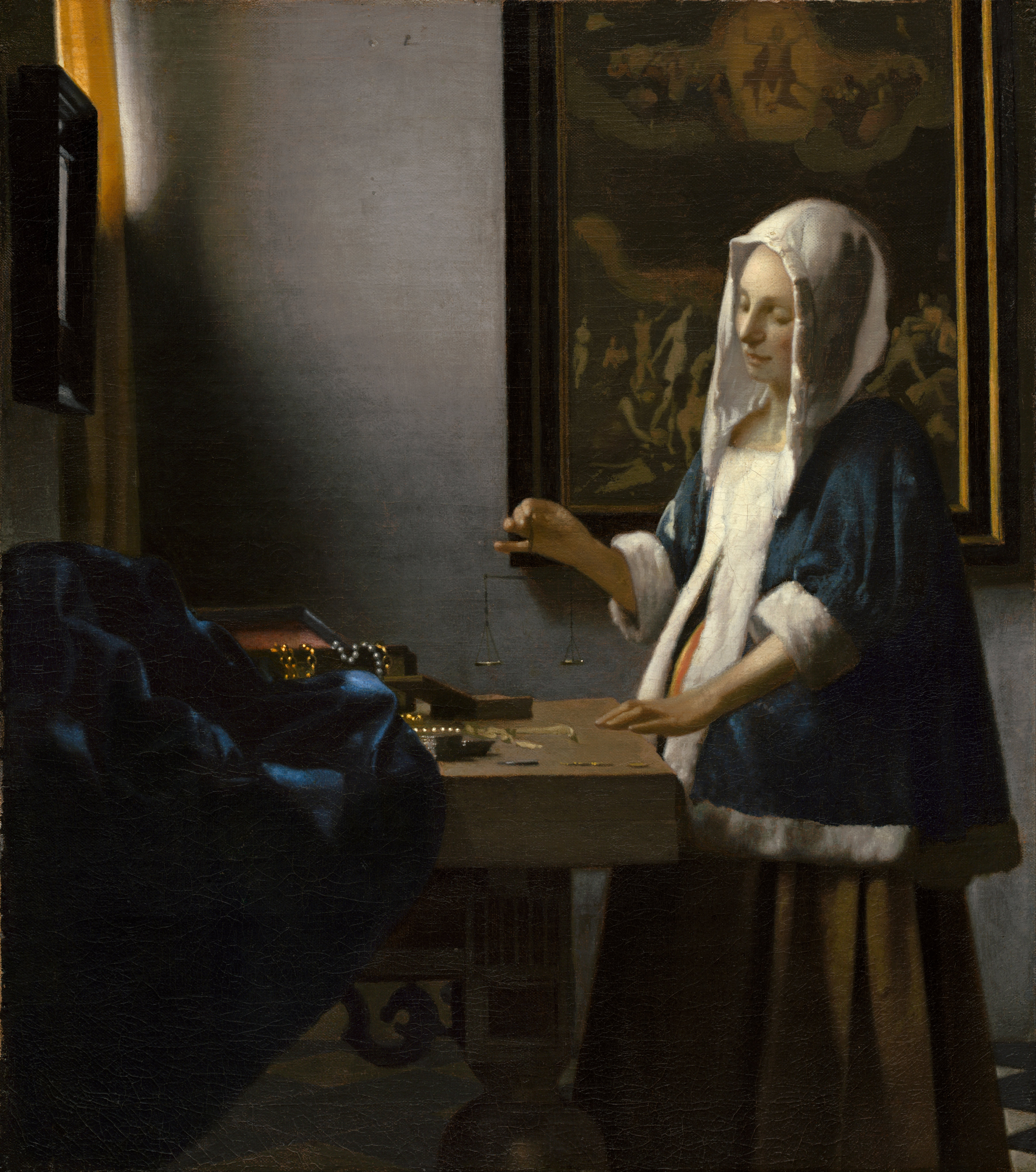
Die Perlenwägerin von Johannes Vermeer 1665

Ein Schleier ist eine Kopfbedeckung aus leichtem Gewebe mit meist angenähert rechteckiger Grundform und von unterschiedlicher Länge. Der Schleier kann entweder das Gesicht freilassen, auch den unteren Teil des Gesichtes bedecken oder aber das Gesicht ganz verhüllen. In der Länge kann er das Haar und den Nacken bedecken, den Oberkörper schalartig umhüllen oder als Ganzkörperschleier den gesamten Körper verbergen. Das Haar wird von einem Schleier oft nur teilweise bedeckt und z. B. der Haaransatz freigelassen. Schleier werden hauptsächlich von Frauen getragen. Sie haben unterschiedliche Funktionen und symbolisieren oft bestimmte Bedeutungen.

## Funktion
Für die Verschleierung des Kopfes lassen sich kulturhistorisch drei verbreitete Funktionen nachweisen:
- Zum einen geht es um den Schutz vor übersinnlicher Bedrohung, etwa durch Dämonen oder den bösen Blick. Da Frauen in vielen Kulturen als schwach und daher besonders schützenswert gelten, wird besonders ihnen die Verschleierung nahegelegt oder befohlen.
- Zum anderen kann umgekehrt der Schutz vor der verhüllten Person im Mittelpunkt stehen, namentlich vor der sexuellen Verführungskraft, die dem Haar namentlich von Frauen zugeschrieben wird.
- Schließlich kann die Verschleierung eine Kommunikationsfunktion haben, indem sie den sozialen Status, die kulturelle Identität, die Gefühlslage oder die Haltung der verschleierten Person signalisiert.[2]

## Altertum

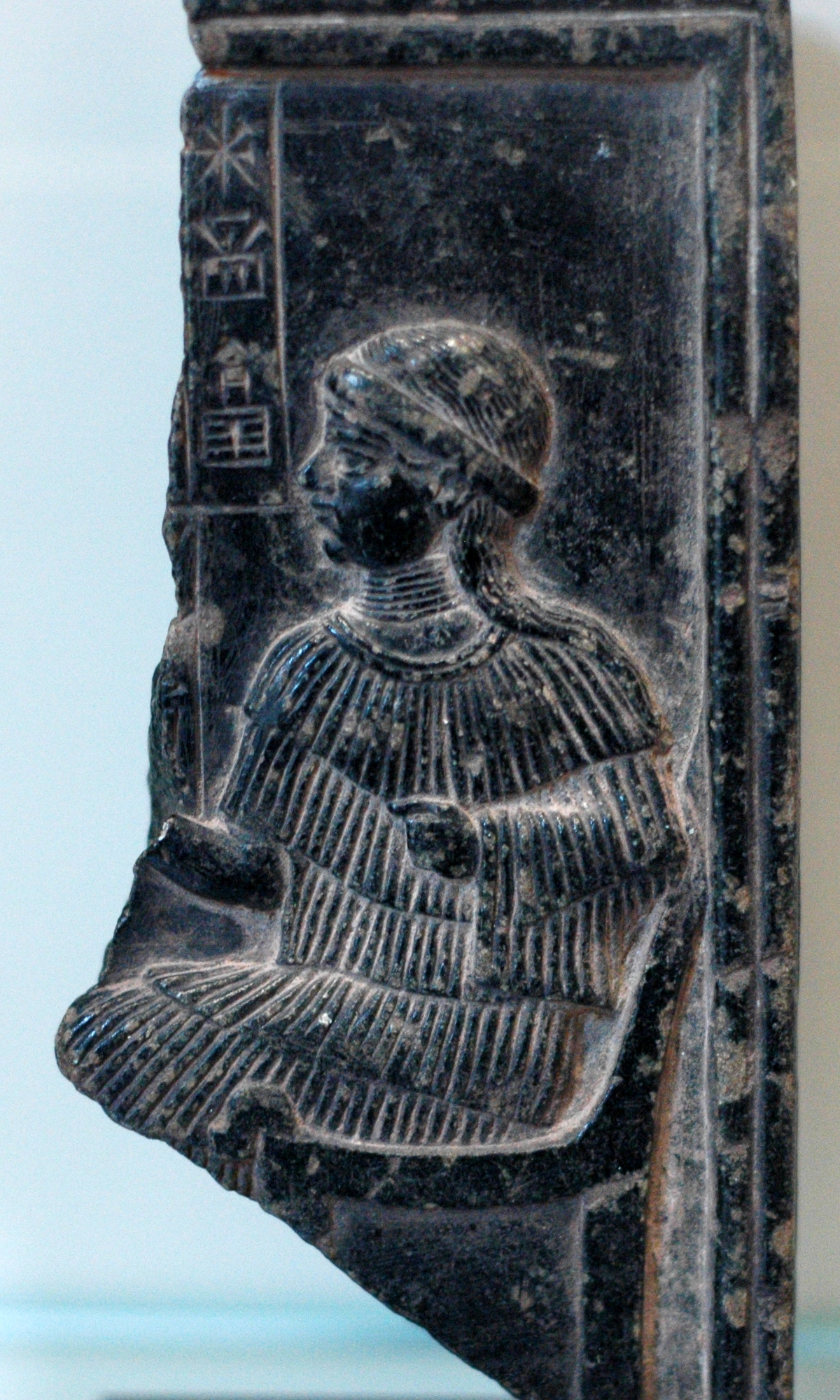
Relief von Ninsun im Louvre

### Mesopotamien, Assyrien und Ägypten
Der Schleier ist bereits für das frühe dritte Jahrtausend v. Chr. in Mesopotamien sowohl für Männer und Frauen als auch für Gottheiten belegt, beispielsweise für Aja und Inanna, die den Beinamen „die Verschleierte“ oder „die Verhüllte“ trug. Eine weitere prominente Namensträgerin war die Muttergöttin Ninsun, die von den Sumerern auch „verschleierte Fürstin“ genannt wurde. Als weitere Variante des Schleiers zum Verhüllen des Gesichts diente unter anderem auch der Gewandsaum.
Im Gilgamesch-Epos verweist die Erklärung Gilgameschs auf die frühe Existenz des Schleiers: Da verhüllte er (Gilgamesch) den Freund (Enkidu) so wie das Antlitz einer Braut. Genauere Informationen, an welche Bedingungen und Anlässe das Tragen des Schleiers geknüpft war, fehlen größtenteils. Der Inhalt der Texte lässt jedoch feste Regeln als wahrscheinlich erscheinen. In Assyrien sind Ende des zweiten Jahrtausends v. Chr. in der Regierungszeit des Tukulti-apil-Ešarra I. (1114 bis 1076 v. Chr.) erstmals Gesetzesregeln hinsichtlich der Rechtmäßigkeit des Tragens von Schleiern bestimmter Personengruppen fassbar. Der mittelassyrischen Rechtssammlung ist zu entnehmen, dass die unerlaubte Verwendung eines Schleiers für Sklavinnen und Dirnen unter Strafe stand.

„Ehefrauen eines a'ilu, Witwen oder assyrische Frauen, die auf die Straße hinausgehen, lassen ihren Kopf nicht unverschleiert […] Wenn sie bei Tage allein auf den Platz gehen, verhüllen sie sich auf jeden Fall. Eine Priesterin, die ein Ehemann geheiratet hat, ist auf dem Platz verhüllt; eine, die kein Ehemann geheiratet hat, lässt auf dem Platz ihren Kopf unverhüllt […] Eine Ḫarimtu verhüllt sich nicht, ihren Kopf lässt sie unverhüllt […] Eine Sklavin verhüllt sich nicht.“

Das mittelassyrische Verhüllungsverbot für Prostituierte und Sklaven diente der sozialen Deklassierung und Stigmatisierung der nicht freigeborenen Ehefrauen. Ehefrauen oder verheiratete Konkubinen galten als respektabel, was durch die Verschleierung in der Öffentlichkeit äußerlich sichtbar gemacht wurde. Prostituierte und Sklavinnen hingegen standen nicht unter dem Schutz eines Ehemannes und galten daher als nicht respektabel. Sie wurden durch das Fehlen des Schleiers als sexuell verfügbar markiert.
Im Alten Ägypten ist ebenfalls sehr früh die Verschleierung von Gottheiten bezeugt, die sich auch in den Götternamen niederschlug, so beispielsweise für Amun („Der Verborgene“).

### Antikes Griechenland und Römisches Reich
Im antiken Griechenland und im Römischen Reich trugen die Frauen über ihrem Haar einen Schleier als Teil der Bekleidung und Symbol des Anstands. Die vornehme Römerin trug über ihrem Obergewand eine Art Mantel, die Palla. In sie hüllte sie sich ganz ein; der obere Stoffteil wurde um den Nacken und den rechten Oberarm geführt. Das über den Rücken fallende Stoffteil zog sie über den Kopf. Der Römer Gaius Sulpicius Galus ließ sich im 2. Jahrhundert v. Chr. von seiner Frau scheiden, da sie sich in der Öffentlichkeit unverschleiert gezeigt hatte, was Valerius Maximus und Plutarch als Beispiel besonderer Sittenstrenge vermerken.

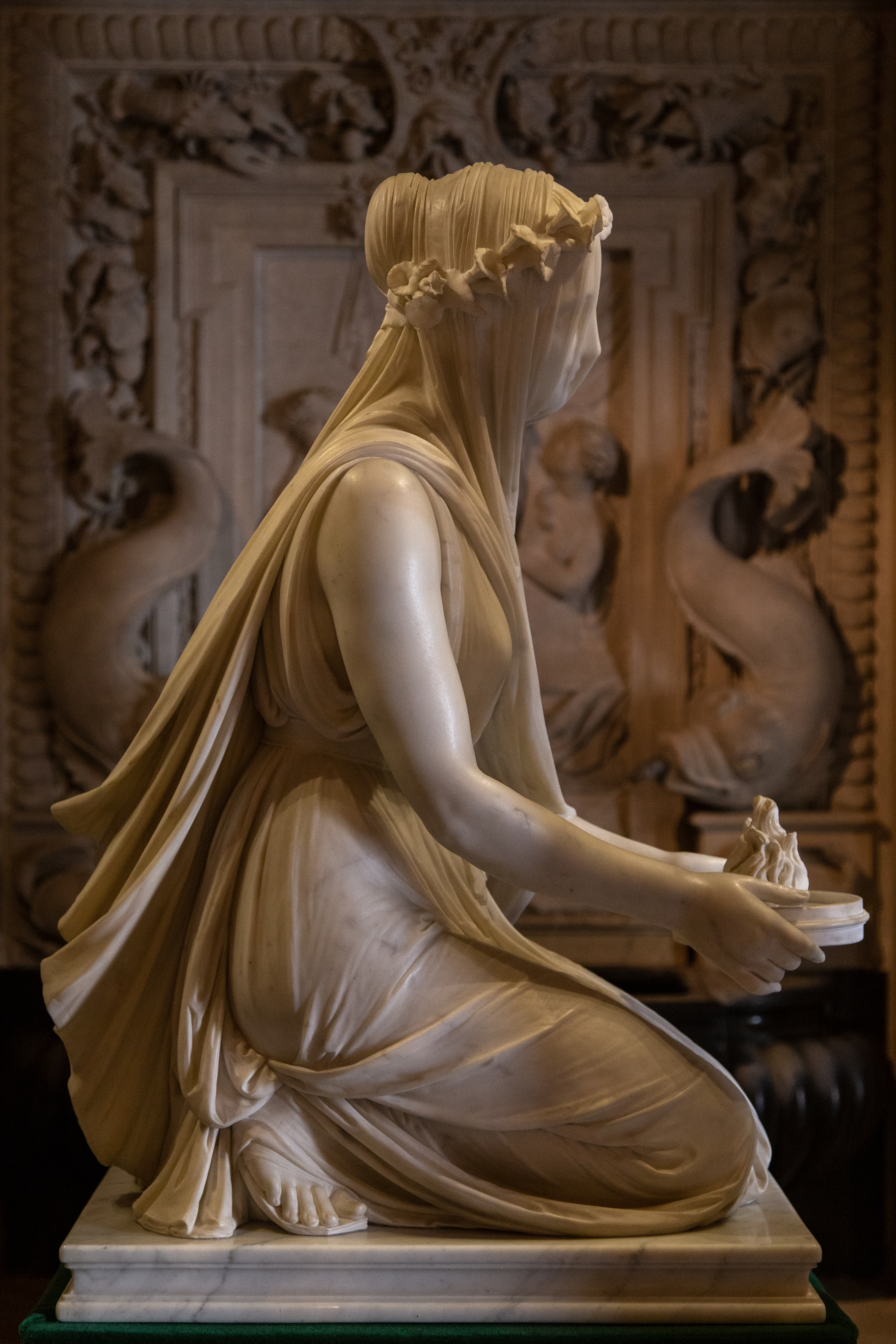
Raffaele Monti: Büste einer verschleierten Vestalin (1846/47)

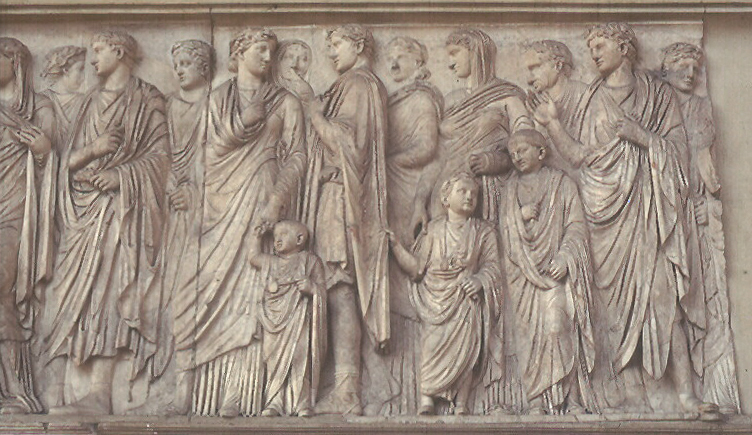
Mitglieder der Familie des Augustus bei einer Opferprozession. Fries auf der Ara Pacis, Rom.

Unter Augustus scheint sich die Sitte der Verhüllung der Haare gelockert haben: So warnt zwar Ovid in seiner Ars amatoria züchtige Frauen, die ihr Haar mit vittae banden, vor der Lektüre seines unanständigen Gedichts: „Este procul, vittae tenues, insigne pudoris! – Hauptumwallende Binde, sei fern, du Zeichen der Keuschheit!“! In der römischen Porträtkunst fehlen diese Binden aber, auch wenn Matronae abgebildet wurden, bei denen sie eigentlich zu erwarten gewesen wären. Dies wird in der Forschung zum Teil damit erklärt, dass die Binden in die Frisur integriert wurden und nach Abblättern der Farbe nicht mehr von ihr unterschieden werden konnten. Die britische Altphilologin Elaine Fantham glaubt dagegen, dass das Tragen von vittae bei Frauen der römischen Elite außer Gebrauch gekommen war und deshalb allenfalls noch in der (mythologischen oder ironischen) Literatur erwähnt wird.
Weiterhin üblich war die Bedeckung des Kopfes durch die Toga bzw. Palla bei Priestern bzw. wenn geopfert wurde. Vestalinnen wurden fast immer mit bedecktem Haar abgebildet. Kennzeichnend für sie waren ihre sechs Zöpfe, die mit den vittae zusammengebunden wurden, was bei einer Porträtbüste aus hadrianischer Zeit, die heute in den Uffizien in Florenz gezeigt wird, eine turbanartige Kopfbedeckung ergibt. Einen Gesichtsschleier, wie ihn der italienische Bildhauer Raffaele Monti (1818–1881) in seiner Büste einer verschleierten Vestalin darstellte, trugen die Vestalinnen nicht.
Widersprüchlich ist der Befund des Ara Pacis in Rom, der  13 v. Chr. vom römischen Senat in Auftrag gegeben wurde: Das äußere Fries zeigt eine Opferprozession, bei der mehrere Teilnehmer – unter anderem Augustus, seine Frau Livia und Aeneas, der das Opfer ausführt – mit bedecktem Kopf, andere Männer und Frauen aber barhäuptig oder mit einem Lorbeerkranz abgebildet werden.
Im Byzantinischen Reich war der Schleier ein soziales Distinktionsmerkmal: Freie reiche Frauen trugen ihn, Sklavinnen und Arme nicht, da er sie bei der Arbeit behindert hätte.

### Vorislamisches Arabien
Das islamische Verschleierungsgebot scheint auf vorislamische Traditionen zurückzugehen: Der frühchristliche Autor Tertullian (ca. 160–220) berichtet in seiner Schrift De virginibus velandis, die heidnischen Frauen Arabiens würden „nicht bloß ihr Haupt, sondern auch das ganze Gesicht derart verhüllen, dass es ihnen genügt, wenn sie ein einziges Auge frei haben und […] lieber das Licht nur halb geniessen, als ihr ganzes Antlitz prostituieren“. Ähnliches berichtet die Mischna im Traktat Schabbat.

## Christentum

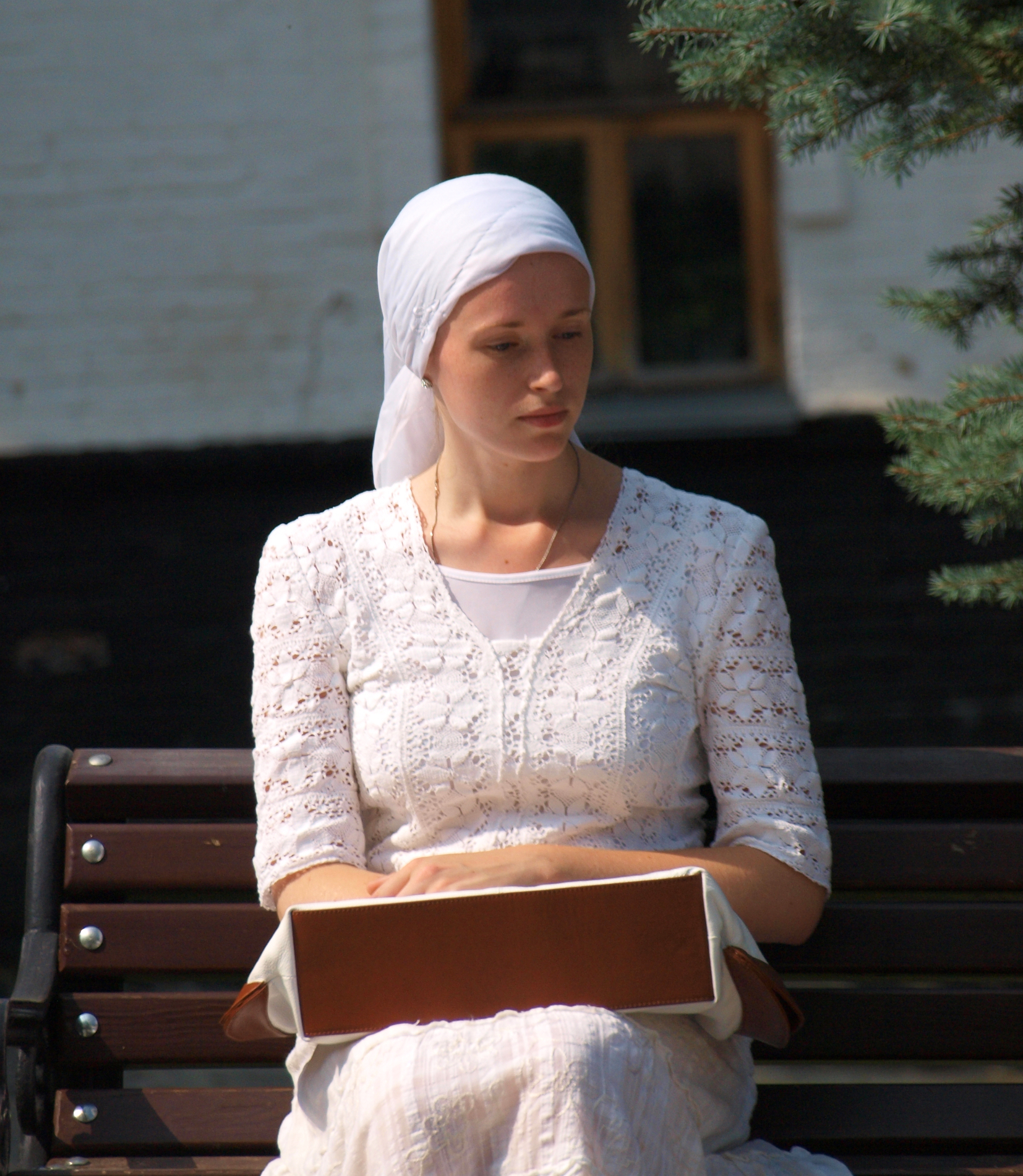
Pilgerin mit Kopfschleier im Kiewer Höhlenkloster (2011)

In nicht wenigen christlichen Konfessionen bedecken Frauen ihr Haar in der Kirche mit einem Schleier, einem Tuch oder einer Mantilla (Kommunionschleier), unter anderem in der orthodoxen Kirche, in einzelnen römisch-katholischen Ländern, in einzelnen protestantischen Kirchen wie Brüdergemeinden, bei den russischen Baptisten, den Mennoniten, den Amischen und den Hutterern. Zum Teil wird die entscheidende Schriftstelle des Apostels Paulus (11,5–6 ) in Verbindung mit dem 1. Thessalonicherbrief (5,17 , „Betet ohne Unterlass“) so ausgelegt, dass die Frauen in diesen Gemeinschaften immer einen Schleier, ein Tuch oder ein Häubchen tragen.

### Bibel
Im Alten Testament besteht „kein Verschleierungsgebot, dennoch scheint die Kopf-verhüllung für Frauen unter Verwendung von unterschiedlichen Tüchern verbreitet gewesen zu sein“. Der Schleier wird an verschiedenen Stellen erwähnt, unter anderem in der ersten Begegnung zwischen Isaak und Rebekka (Genesis 24,65 ) und im Treffen zwischen Juda und seiner Schwiegertochter Tamar (1 Mos 38 ).
Im orthodoxen Judentum ist es auch heute üblich, dass verheiratete Frauen ihre Haare bedecken, oftmals mit Kopftüchern oder Schleiern. Der Prophet Ezechiel beschreibt einen „Zauberschleier“ (13,18 , 13,21 ).
Im Neuen Testament schreibt der Apostel Paulus vom Tragen des Schleiers beim Gebet in seinem 1. Korintherbrief: „Jede Frau aber, die betet oder prophetisch redet und dabei ihr Haupt nicht verhüllt, entehrt ihr Haupt“ (11,5–6 ).
Die Auslegung dieser Bibelstelle wird ambivalent diskutiert, denn, wie der Theologe Ludwig Neidhart schreibt, ist umstritten, „ob diese Verhüllung nur während öffentlicher Gottesdienste, oder auch für private Andachten oder generell für das Leben im Alltag gelten soll, und ob sie nur für Ehefrauen oder für alle Gottesdienstteilnehmerinnen gilt. Nach einer alternativen Auslegung aber streitet Paulus nicht für, sondern gegen die Verhüllung“. Ebenfalls umstritten ist, was als Verschleierung per se gilt, denn im 1. Korintherbrief heißt es:

„Urteilt selber! Gehört es sich, dass eine Frau unverhüllt zu Gott betet? Lehrt euch nicht schon die Natur, dass es für den Mann eine Schande, für die Frau aber eine Ehre ist, lange Haare zu tragen? Denn der Frau ist das Haar als Hülle gegeben. 16 Wenn aber einer meint, er müsse darüber streiten: Wir und auch die Gemeinden Gottes kennen einen solchen Brauch nicht. (1 Kor 11,13-16 )“

Der Schweizer Bibelwissenschaftler Max Küchler sieht im paulinischen Verschleierungsgebot sowohl ein Symbol für die Unterordnung der christlichen Frau unter den Mann als auch eine Abwehr ihrer Erotik.

### Katholische Kirche
Vom (wahrscheinlich legendarischen) ersten Bischof von Rom Linus (Bischof von Rom) (1. Jahrhundert) heißt es im Liber Pontificalis, er habe einen Beschluss über die Verschleierung der Frauen im Gottesdienst durchgesetzt. Dass diese im frühen Christentum nicht überall praktiziert wurde, zeigt die Streitschrift De virginibus velandis des Kirchenschriftstellers Tertullian. Er beklagte, dass die jungen Christinnen Karthagos unverschleiert in den Gottesdienst kamen, und argumentierte dagegen mit der Heiligen Schrift, der Natur und der Disziplin, die die Ermahnung des Parakleten, also des Heiligen Geistes, lenke.
In der katholischen Kirche sah der Codex Iuris Canonici von 1917 vor, dass Frauen bei der Heiligen Messe und in Gegenwart des Allerheiligsten einen Kommunionschleier oder eine andere Kopfbedeckung tragen müssen. Durch den CIC von 1983 wurde dieser Canon abrogiert; der CIC von 1983 erwähnt diese Frage nicht, das heißt, das Tragen einer Kopfbedeckung ist für Frauen in der Heiligen Messe nicht mehr verpflichtend.
Bei Privataudienzen beim Papst gehört für Frauen das Tragen einer Mantille zum Protokoll.
Das Tragen des Brautschleiers bei der Trauung wird heute als Brauchtum verstanden. Weitgehend erhalten hat sich der Schleier in seiner antiken Symbolik der Bindung einer Frau durch Ehe oder Gelübde bei einigen Formen der Vita consecrata: im Ordensleben und bei den geweihten Jungfrauen, wo der Schleier zur Jungfrauenweihe bzw. als Teil des Habits zur Einkleidung verliehen wird. Über Jahrhunderte war die Redewendung „den Schleier nehmen“ gleichbedeutend mit der Wahl einer gottgeweihten Lebensform durch eine Frau, später wurde sie zum Synonym für den Eintritt einer Frau ins Kloster. In den Ostkirchen tragen teilweise auch Mönche einen Schleier.

### Entwicklung
In der frühchristlichen Zeit wird der Schleier als Brautschleier, Jungfrauenschleier, Witwenschleier, als Verhüllung beim Gebet und als allgemeine Kopfbedeckung der Frauen getragen.
In Europa des 14. und 15. Jahrhunderts trugen die vornehmen Frauen ihr Haar stets unter einer Haube oder bedeckten es mit einem Schleier (auf Gemälden aus dieser Zeit ist oft ein Schleier zu sehen, beispielsweise bei der Mona Lisa und der Sixtinischen Madonna). Dieser Brauch hat sich im südlichen Europa bis heute für festliche und kirchliche Angelegenheiten erhalten. Ein Schleier verhüllt „den schönsten Schmuck“ der Frau: ihr Haar. Von daher wird mit dem Anlegen des Schleiers ein Stück weit die Eitelkeit abgelegt, zumindest sinnbildlich.

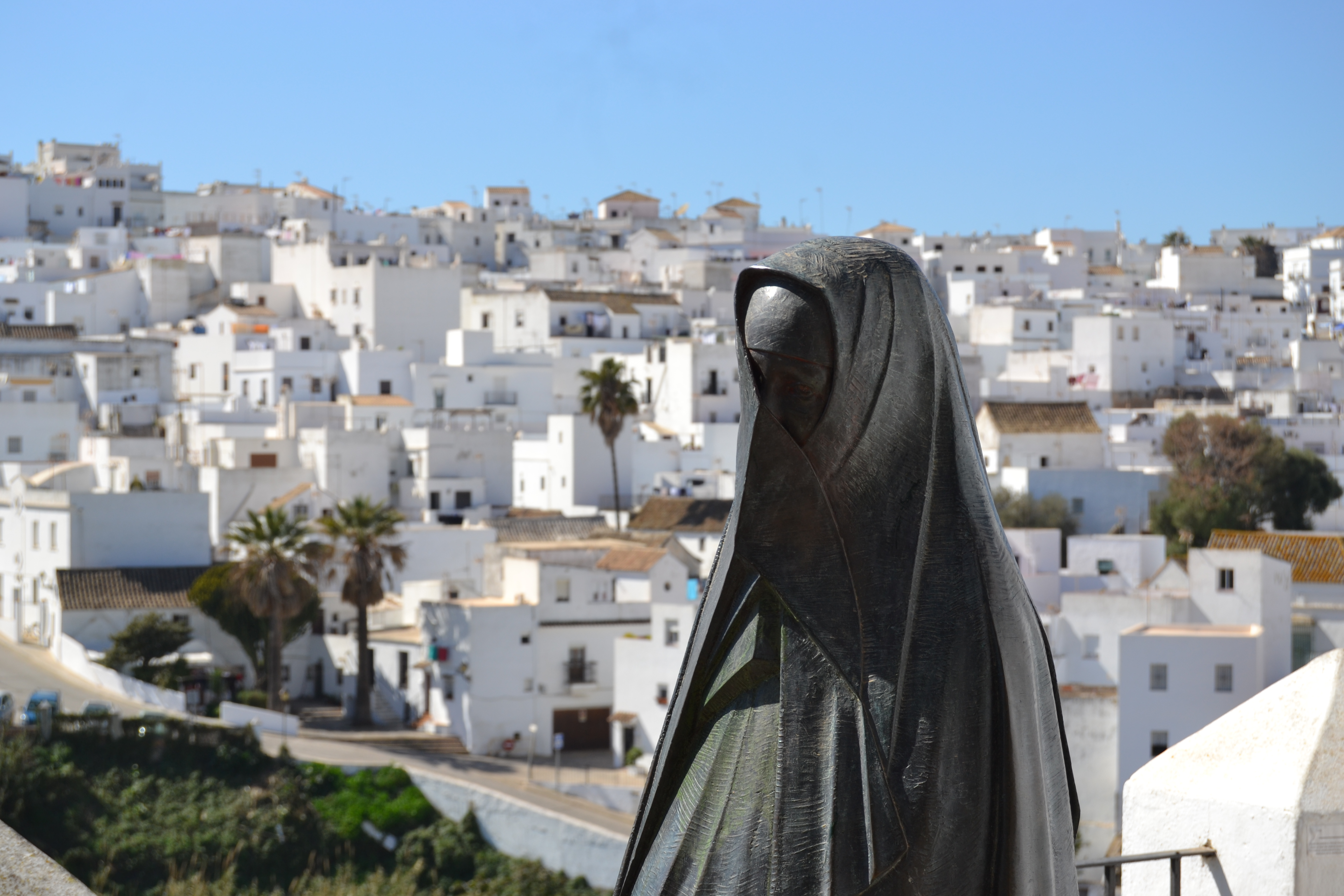
Frauenstatue in Vejer de la Frontera, Andalusien

In der südspanischen Provinz Cádiz war bis zur Machtergreifung Francos im Spanischen Bürgerkrieg die fast vollständige Verschleierung von Frauen üblich. An diese Tracht, die nur ein Auge freiließ, erinnert heute noch das Denkmal La Cobijada in Vejer de la Frontera.
Die Verpflichtung, sich außerhalb des Hauses nur mit einem Kopftuch zu zeigen, ging in der westlichen Welt im Zuge der Frauenemanzipation immer stärker zurück. In der Bundesrepublik Deutschland war das Kopftuch bei Bäuerinnen noch bis in die 1950er Jahre üblich, in Italien und namentlich dort auf Sizilien und Sardinien ist es bis in die Gegenwart verbreitet.

## Islam

### Koran und Hadithe
Im Islam gibt es im Koran Kleidungsvorschriften, die allerdings unterschiedlich ausgelegt werden. Zu beachten ist dabei vor allem, dass der Begriff „Schleier“ keinen fest definierten Inhalt hat. Teilweise wird darunter nur die Bedeckung des Haares verstanden, teilweise eine Vollverschleierung, vollständige Verhüllung des Körpers (Tschador, Çarşaf, Burka). Die hierfür verwendeten, aus der arabischen Sprache stammenden Begriffe haben oft keine deutsche Entsprechung.
Der Koran enthält nur wenige Stellen, die Anweisungen zur Bekleidung von Frauen beinhalten, so Sure 24 an-Nur / Das Licht, 31. Āya und Sure 33 al-Ahzab / Die Gruppen, 59. Āya. In den Versen wird nicht erwähnt, dass die Frau sich das Haar zu bedecken oder etwa das Gesicht zu verhüllen habe. Vielmehr geht es darum, dass sich ein Tuch über das Dekolleté ihres Kleides zu legen. Außerdem handeln einige Hadithe – Überlieferungen des Propheten Mohammed –, von Frauenkleidung aussagen. In einer von ihnen schreibt er Frauen vor, beim Verlassen des Hauses ausschließlich Hände, Füße und das Gesicht zu zeigen. Auf diesen Hadith gehen die verschiedenen Verschleierungsformen von Muslimas in der islamischen Welt zurück. Da der Gesichtsschleier bereits in vorislamischer Zeit in Iran und in Mesopotamien üblich war, setzte er sich bald in islamischen Städten durch. Auch Jüdinnen und Christinnen trugen ihn, wenn auch in anderen Farben als die Muslimas.
Zu unterscheiden sind der Gesichts-, der Kopf- und der Ganzkörperschleier. Der Halb- oder Mundschleier (Litham oder Milfa) bedeckt die untere Gesichtshälfte, und der Niqab ist ein das gesamte Gesicht mit Ausnahme der Augen verhüllender Vollschleier. Für Männer gibt es (selten) andere Formen, besonders auffällig bei den Tuareg.
Das islamische Verschleierungsgebot wird zumeist sexuell begründet: Frauen sollen vor den als lüstern imaginierten Blicken der Männer geschützt werden. Dies ist verbunden mit der großen Bedeutung, die der Jungfräulichkeit in islamischen Kulturen beigemessen wird: Einerseits soll sie die (männliche) Kontrolle über das Reproduktionsverhalten junger Frauen sichern, andererseits wird sie eng mit der Ehre nicht nur der jungen Frau, sondern auch ihrer gesamten Familie verknüpft.
Der amerikanischen Geographin Anna Mansson McGuinty zufolge zeigten Studien, dass das Tragen eines Schleiers eine wichtige Rolle bei der Konversion von Frauen zum Islam spiele. Die Verschleierung markiere im Konversionsprozess die Herausbildung einer neuen muslimischen Identität sowie die Übernahme der spezifisch islamischen Vorstellungen über Geschlechterbeziehungen und Sittsamkeit.

### Deutschland
Eine im Jahr 2016 veröffentlichte repräsentative Umfrage des Meinungsforschungsinstitutes TNS Emnid im Auftrag des Exzellenzclusters „Religion und Politik“ der Universität Münster unter 1200 Zuwanderern aus der Türkei und ihren Nachkommen ab 16 Jahren ergab, dass 31 % aller türkeistämmigen muslimischen Frauen in Deutschland ein Kopftuch tragen. Dabei ging der Wert von 41 % bei der ersten Generation auf 21 % bei der zweiten und dritten Generation zurück. In mehreren Ländern der Bundesrepublik Deutschland ist es Lehrkräften verboten, ein Kopftuch zu tragen. Darum geht es im Kopftuchstreit, weil das Verbot manchen gegen die Religionsfreiheit zu verstoßen scheint. Davon zu unterscheiden ist das Verschleierungsverbot mancher Bundesländer: Demnach dürfen bei Ausübung von Dienstgeschäften einer Beamtin oder im Schulunterricht keine Niqabs, Burkas oder ähnliche Bekleidungen getragen werden, die das Gesicht verdecken.

### Islamische Länder

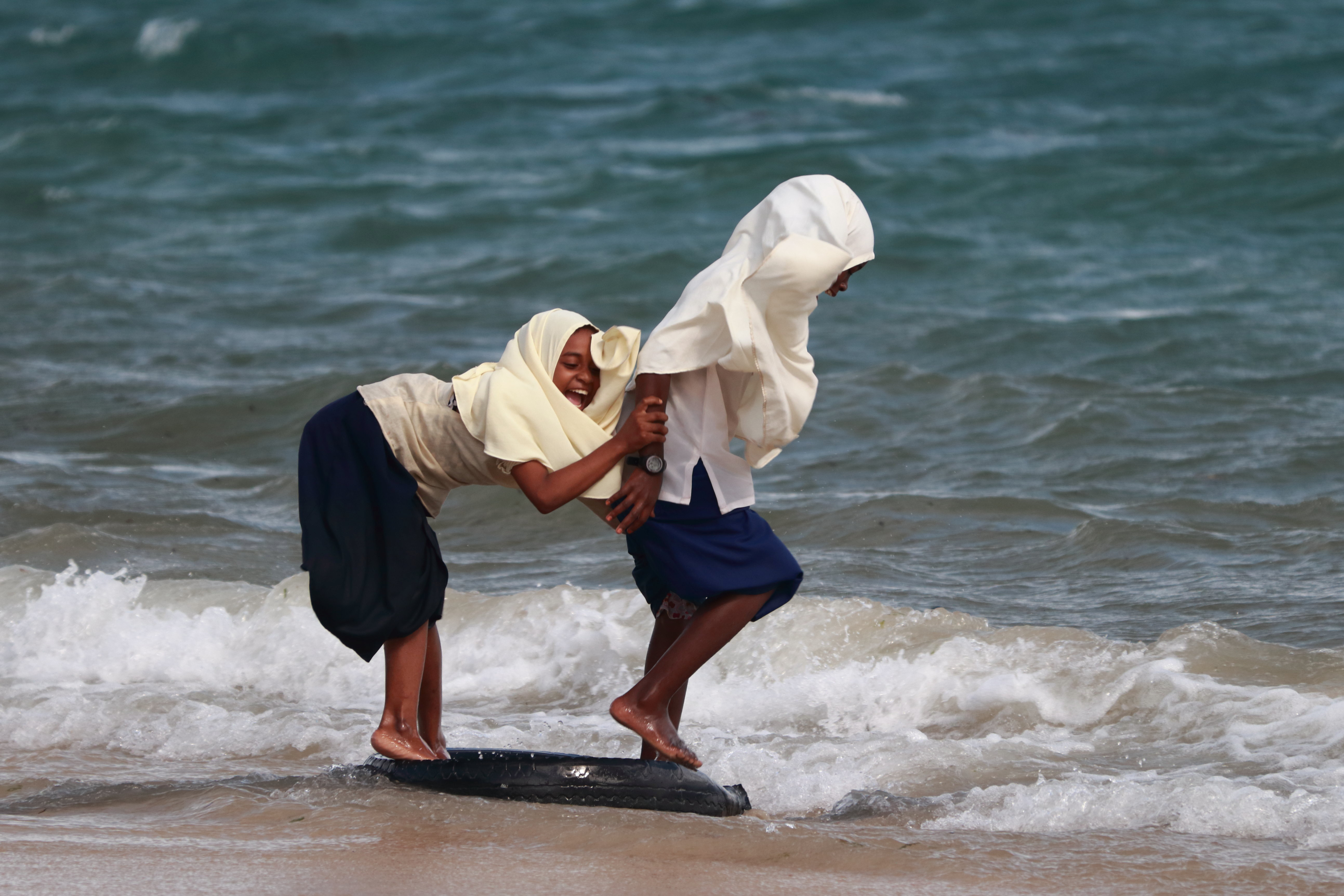
Schülerinnen mit Schleier an einem Strand in Tansania

In einigen islamischen Ländern ist das Tragen des Schleiers gesetzlich vorgeschrieben, etwa in Saudi-Arabien oder im Iran; vergleichbar ist die Rechtslage in der indonesischen Provinz Aceh. Zur Durchsetzung und Überwachung dient die Religionspolizei. In Afghanistan, das von den Taliban regiert wird, ist das Tragen der Burka Pflicht.
In der Türkei wurde das Tragen des Kopftuchs durch Atatürk unter Androhung der Todesstrafe verboten. Obwohl das Kopftuchverbot auf großen Widerstand der weiblichen Bevölkerung stieß, besonders in ländlichen Gebieten, für viele Frauen war dies gleichbedeutend mit Nacktheit, widersetzten sich viele dieser Anordnung erst nach dem Tod Atatürks. Das Kopftuchverbot wurde in den verschiedenen gesellschaftlichen Bereichen nach und nach wieder aufgehoben, zuletzt 2014 in den Schulen. Auf amtlichen Urkunden, wie z. B. auf Ausweisen, dürfen nur Fotos ohne jegliche Kopfbedeckung verwendet werden.
Laut der Autorin Irmhild Richter-Dridi wurde der Schleier in Nordafrika – auch in Tunesien – erst im 15. Jahrhundert eingeführt. In diesem Zeitraum emigrierten viele nunmehr verfolgte Mauren aus Spanien und führten ihn „als Zeichen von Anstand und guten Sitten“ ein.

## Weitere Funktionen des Schleiers

### Trauer

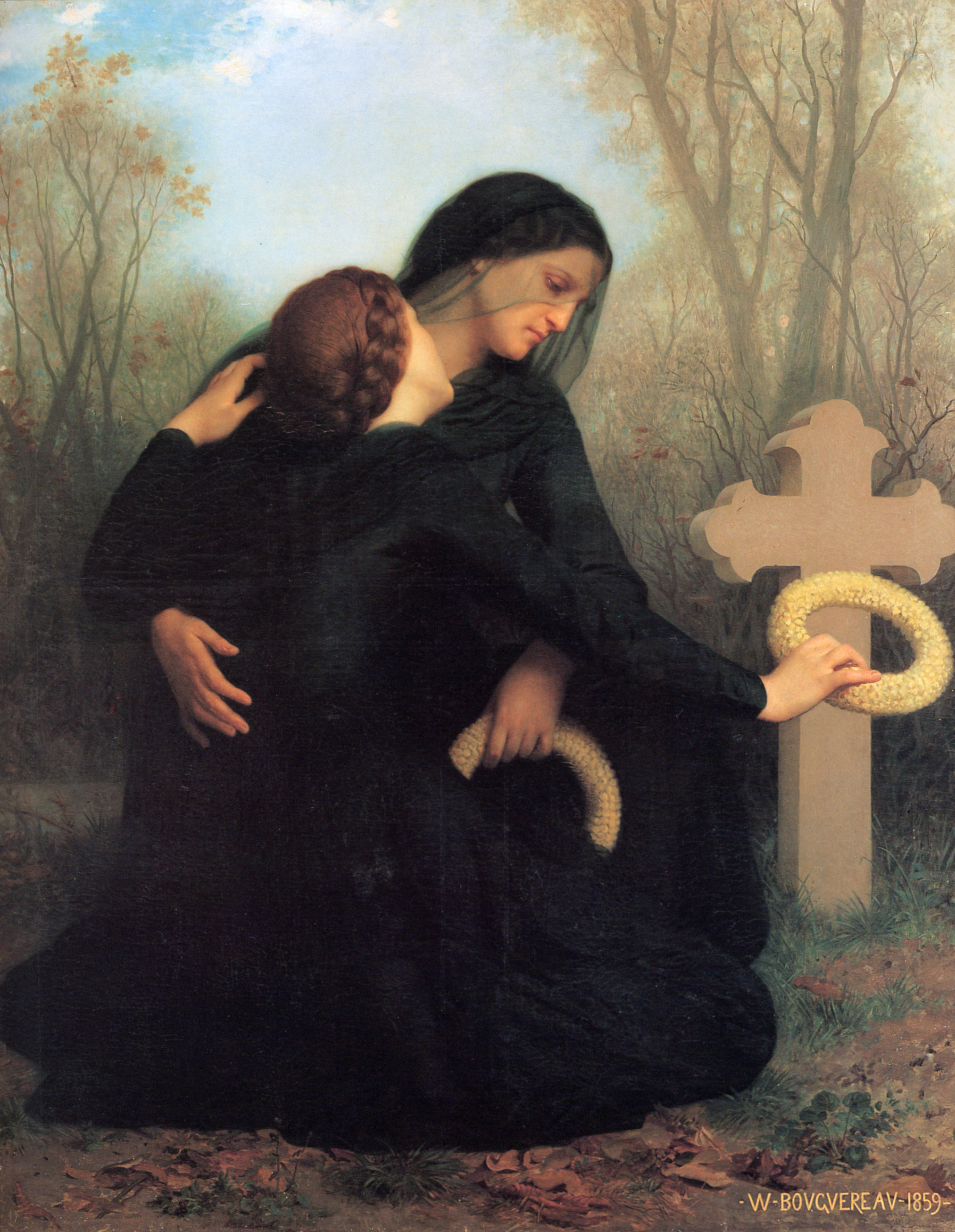
Trauerschleier in einem Gemälde von William Adolphe Bouguereau

Ein Trauerschleier kann von Witwen getragen werden, um die Trauer über den Verlust eines Menschen zum Ausdruck zu bringen. Im Gegensatz zum Brautschleier wird im westlichen Kulturkreis der Trauerschleier heute nur mehr sehr selten getragen. In England war der Trauerschleier bis in die 1950er Jahre zumindest innerhalb der königlichen Familie verbreitet (Bsp. Begräbnis von Georg VI. 1952 oder Queen Mary 1953). Wallis Simpson war beim Begräbnis ihres Mannes 1972 wohl eine der letzten, die einen Trauerschleier trugen.

### Eheschließung
Ein Brautschleier gehört in vielen Ländern zur Kleidung einer Braut an ihrem Hochzeitstag. Die Religionswissenschaftlerin Angelika B. Hirsch vermutet als ursprünglichen Grund, dass damit die Braut während ihres Übergangs vom Mädchen zur Frau unsichtbar gemacht werden soll, entweder um sie vor schädlichen magischen Einflüssen zu schützen oder als symbolischer Tod der Braut in ihrer Existenz als Jungfrau.

### Mode
Der mit dem Hut verbundene Halbschleier (der nur die Augen verdeckte) war ein modisches Attribut gehobener Damenbekleidung bis in die erste Hälfte des 20. Jahrhunderts.

### Schutz vor Insekten
Ein Schleier kann getragen werden zum Schutz vor Insekten, z. B. Mücken. Imker tragen oft einen Schleier zum Schutz vor Bienenstichen.

## Verschiedene Formen des Schleiers

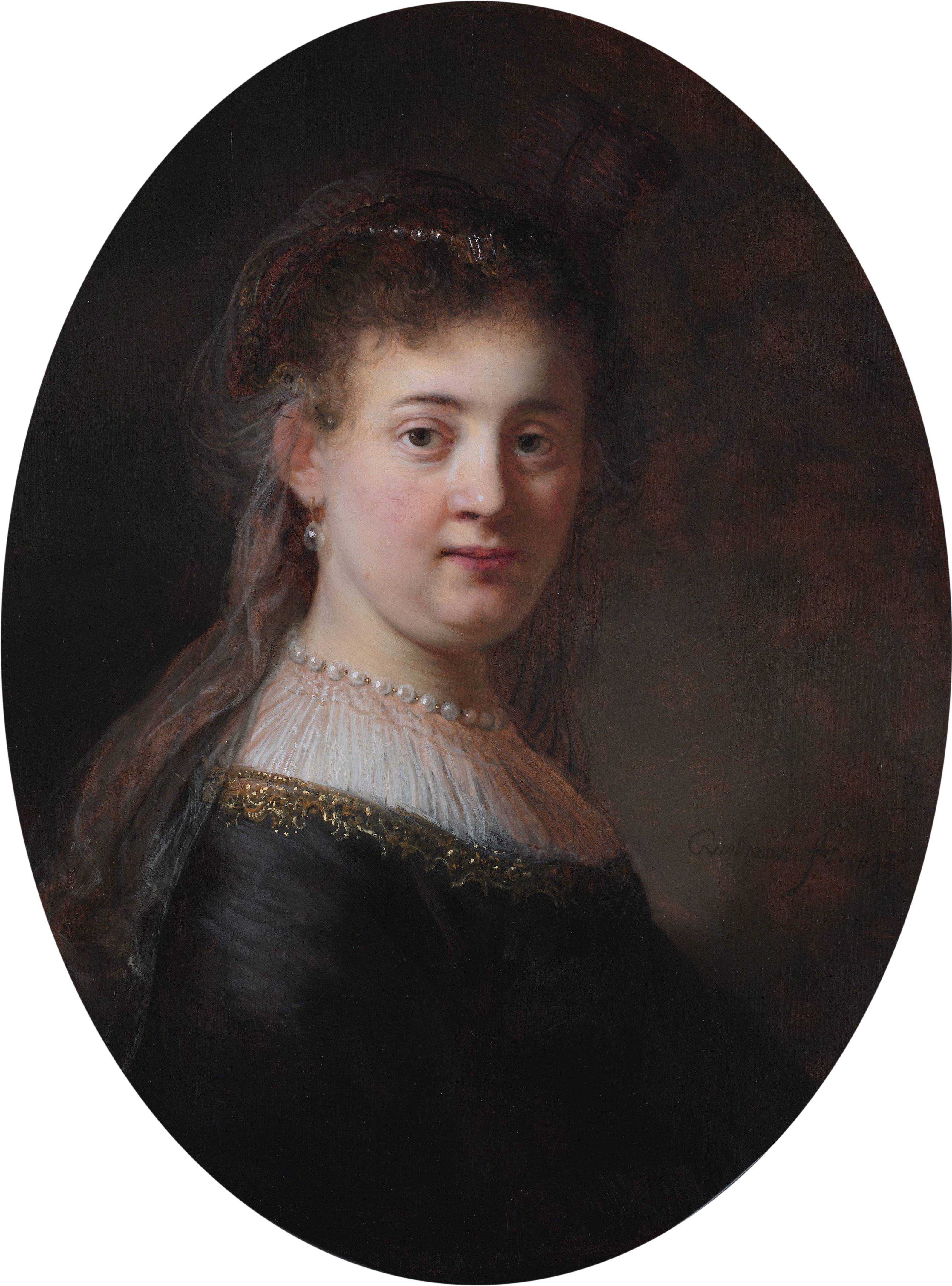
Rembrandt van Rijn, Porträt der Saskia mit Haarschleier, 1633
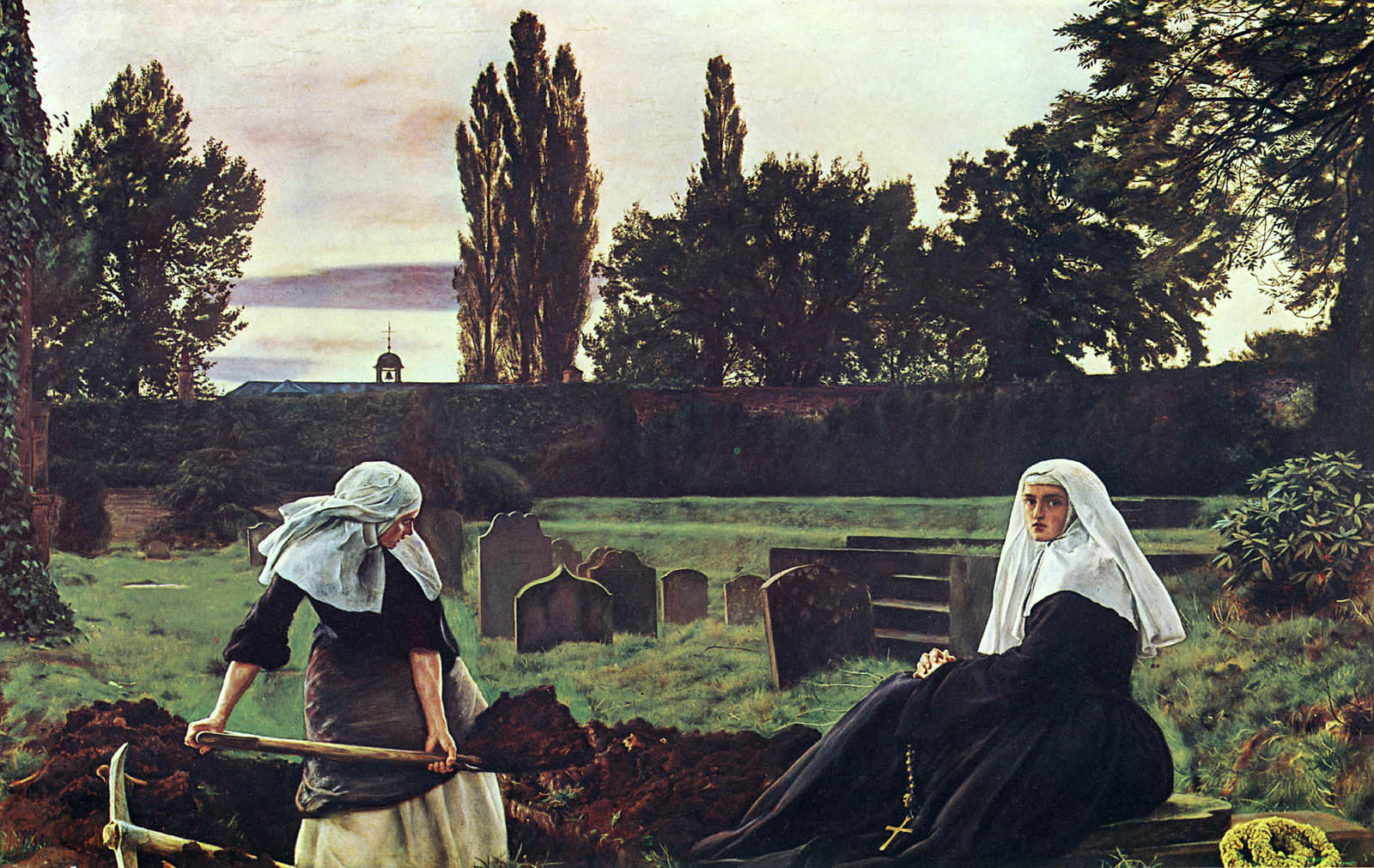
John Everett Millais, Das Tal der Stille, 1858
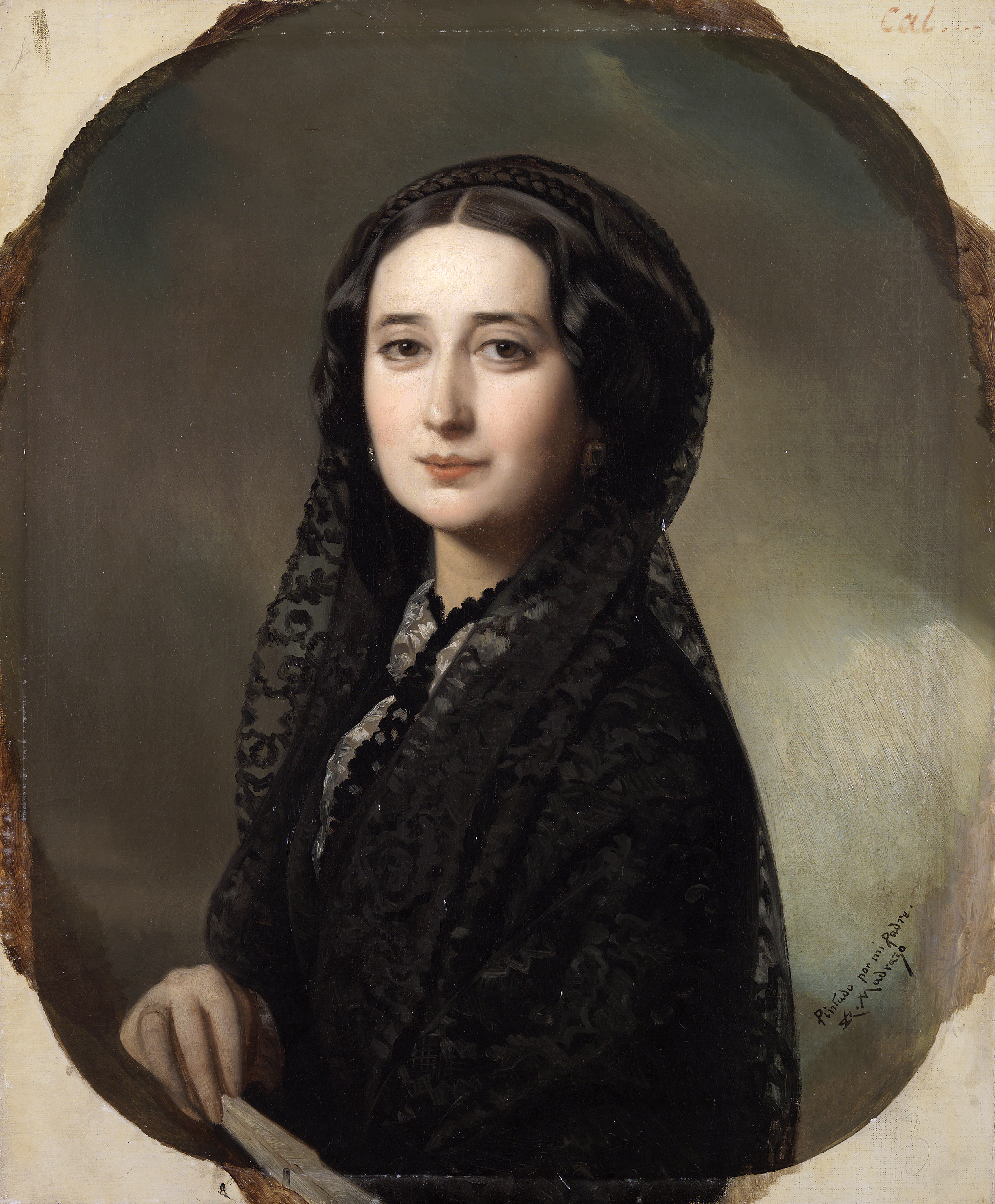
Mantille
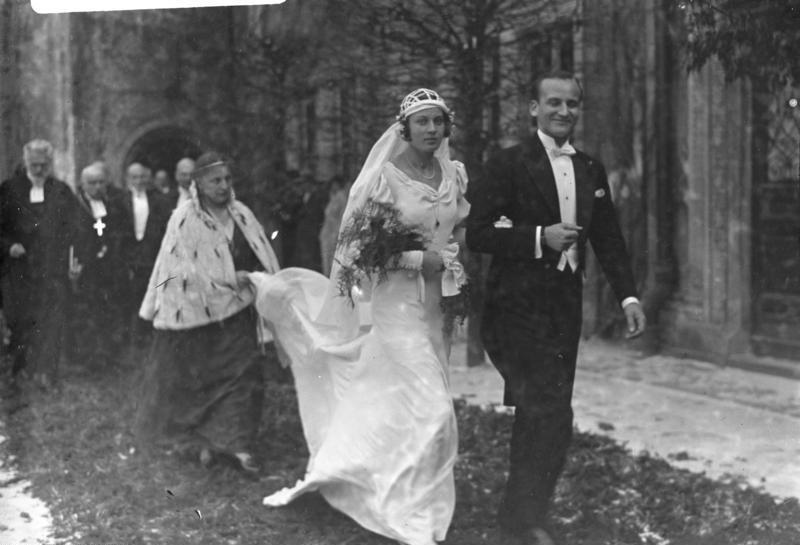
Hochzeit des Fürsten von und zu Stolberg, 1933
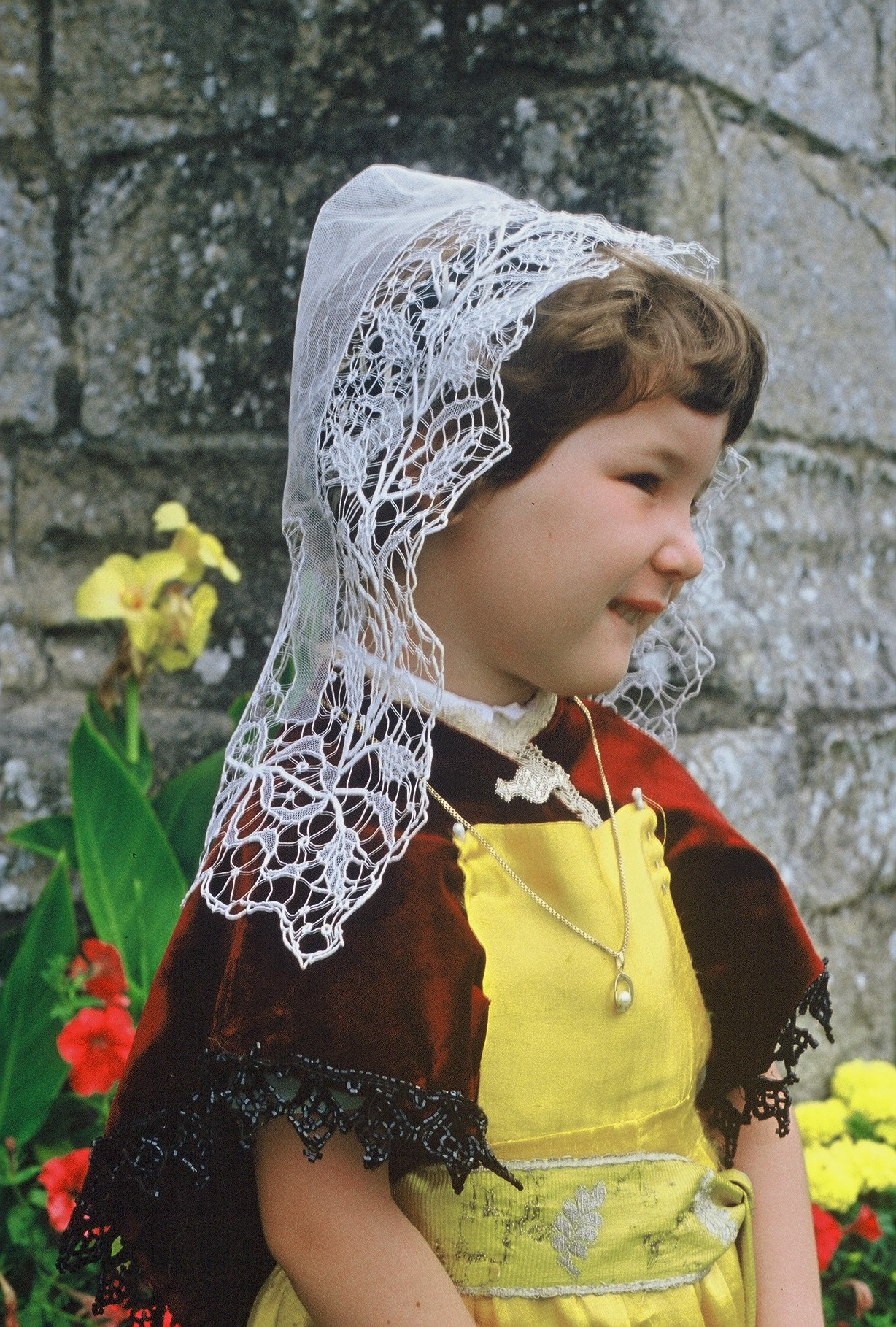
Junges Mädchen mit Schleierhaube, 1988
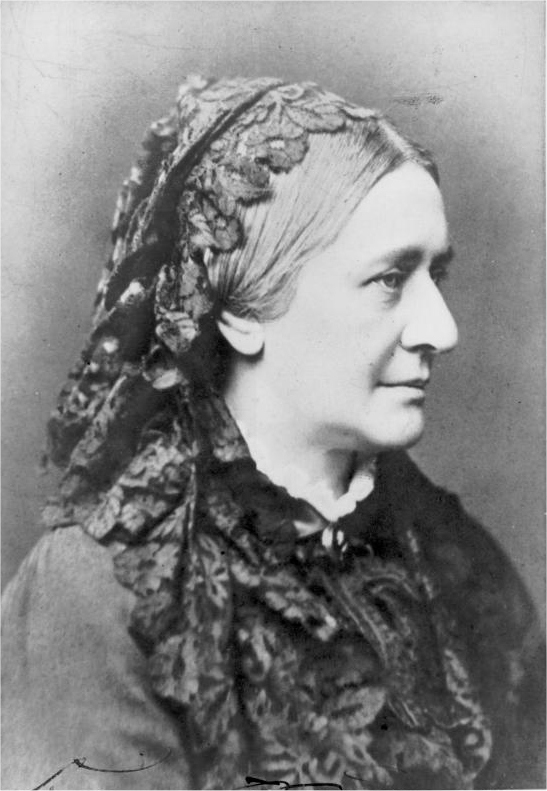
Clara Schumann mit Witwenhaube
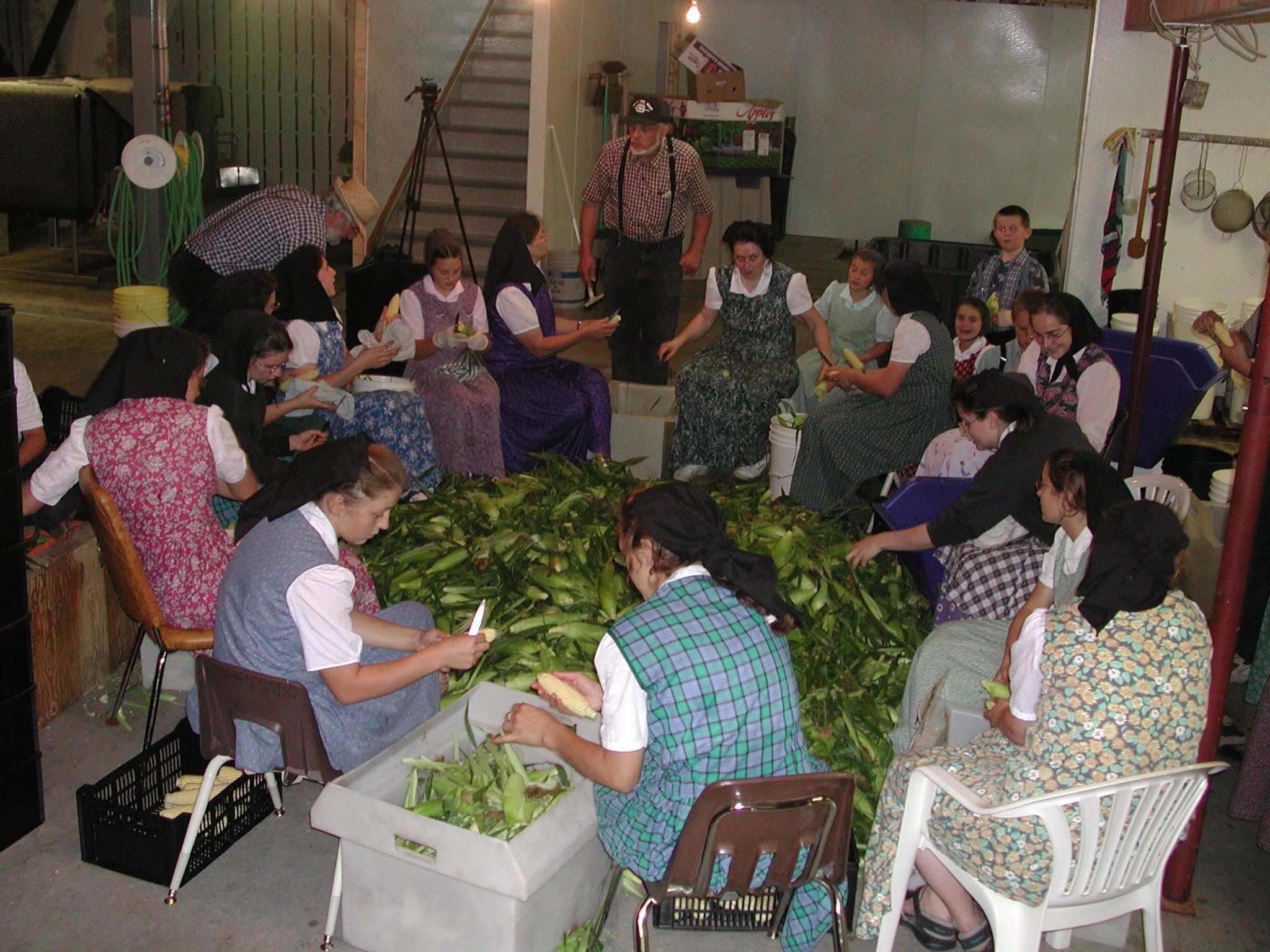
Hutterische Frauen bei der Arbeit
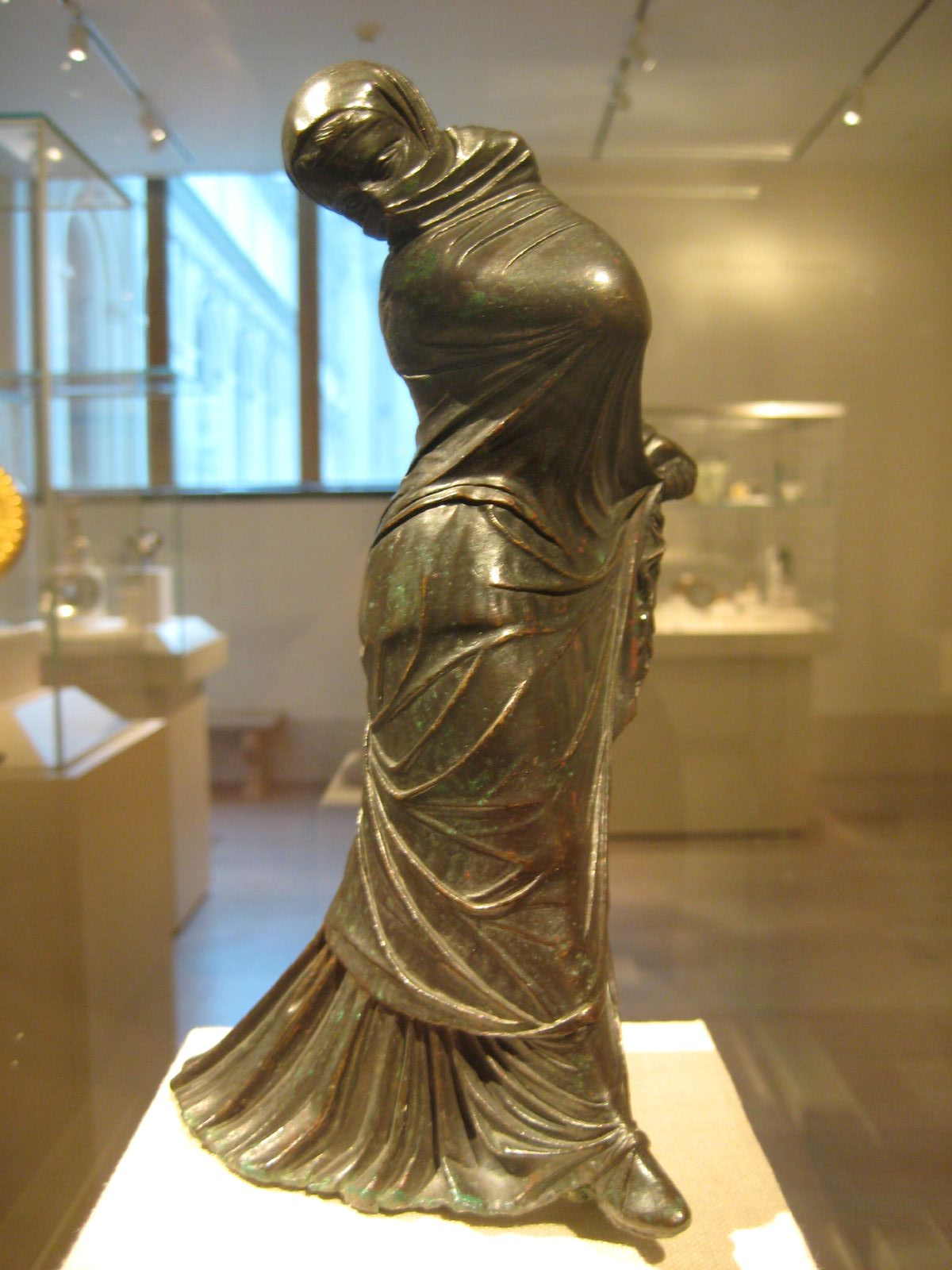
Bronzestatue einer Tänzerin mit Niqab ca. 2. Jh. v. Chr.